# 전기버스
전기버스(영어: Electric bus)는 전기를 연료로 하는 버스의 한 종류이다.(가솔린 엔진 등 내연기관 대신 전기 모터로 구동된다.)
배에 전기를 저장하거나 외부 소스에서 지속적으로 공급할 수 있으며, 전기를 저장하는 대부분의 버스는 배터리 전기 버스로, 전기 모터가 온보드 배터리에서 에너지를 얻는다. 그러나 플라이휠 에너지 저장을 사용하는 자이로버스와 같은 다른 저장 모드의 예도 존재하다. 전기가 선내에 저장되어 있지 않을 때 외부 전원과 접촉하여 공급된다. 예를 들어, 무궤도 전차와 같은 가공 전선 또는 온라인 전기 자동차와 같이 지면에 비접촉 도체가 있는 경우이 기사는 주로 버스에 전기를 저장하는 버스를 다루고 있다.
2019년을 기준으로 전 세계 배터리 전기 버스의 99%가 중국에 배치되었으며 도로에 421,000대 이상의 버스가 있으며 이는 중국 전체 버스 차량의 17%이다.비교를 위해 미국은 300대, 유럽은 2,250대였다.

## 역사
전기 자동차는 19세기부터 존재하였다. 19세기 초 헝가리, 네덜란드, 미국의 연구원들은 배터리 구동 차량에 대한 아이디어를 탐구하기 시작했다. 이전에는 전기 모터로 구동되는 말이 없는 마차인 전기 마차가 발전했다. 그러나 사람들이 더 쉽고 빠르게 이동하기를 원함에 따라 자동차는 말이 끄는 마차에 대한 더 빠르고 합리적인 대안이 되었다.
1835년 미국의 Thomas Davenport는 소형 기관차인 최초의 실용적인 전기 자동차를 제작한 것으로 알려져 있다. 그는 트랙의 짧은 구간에서 작은 모형 자동차를 작동하는 데 사용하는 배터리 구동 전기 모터를 개발했다.
최초의 성공적인 전기 자동차는 1890년 미국에서 만들어졌다. 아이오와주 디모인의 William Morrison은 최대 6명의 승객을 태울 수 있고 시속 6~12마일에 도달할 수 있는 전기 자동차를 만들었다.1890 Morrison Electric의 사양에는 앞좌석 아래에 장착된 24개의 축전지가 포함되어 있다. 차량은 재충전이 필요하기 전에 100마일의 범위를 여행할 수 있다.
초기 발명은 전기 자동차에 대한 관심을 불러일으키는 데 도움이 되었으며 자동차 제조업체는 전 세계에서 자체 버전을 만들기 시작했다. 급격한 관심으로 인해 전기 자동차는 1900년에 최고 인기를 얻었고 도로 위 차량의 대부분을 차지했다.
이 당시에는 전기 자동차가 선호되는 차량이었다. 가솔린 차량은 기어를 바꾼 것부터 수동 크랭크로 엔진을 시동하는 것, 강하고 불쾌한 배기 가스와 같은 다른 단점까지 운전하는 데 많은 노력이 필요했다.
그러나 가솔린 자동차가 개선되어 전기 자동차가 약간의 추진력을 잃었다. 핸드 크랭크는 곧 전기 스타터로 교체되었고 가솔린 구동 차량은 더 저렴해졌다. 가솔린 자동차는 곧 전기 자동차의 인기를 극복했다.
1935년까지 전기 자동차는 거의 사라졌으며, 전기 자동차가 시장에 다시 등장한 것은 1970년대에 이르러서야 가스 부족이 발생하여 가스 가격이 치솟았다. 휘발유 자동차는 성능과 안정성이 향상되어 여전히 인기를 유지했다.
1990년대엔 환경에 대한 사회적 관심이 높아지면서 전기 자동차가 대중화되었다. 21세기 초, 전기 자동차의 기술은 최초의 대량 생산 전기 자동차인 토요타 프리우스의 출시와 함께 그 어느 때보다 유망해 보였다. 오늘날 전기 자동차는 증가하고 있으며 더 많은 미국인이 보다 효율적이고 친환경적인 자동차를 요구함에 따라 계속 발전하고 있다.

## 원칙

### 배터리식 전기버스
현재의 가장 인기있는 전기버스 유형 중 하나는 배터리식 전기버스다. 배터리식 전기버스는 배터리에 차량에 저장된 전기를 가지고 있다. 2018년 현재 1회 충전으로 280km 이상을 주행할 수 있지만 극심한 온도와 언덕으로 인해 주행 거리가 줄어들 수 있다.이러한 버스는 제한된 범위의 특수성으로 인해 일반적으로 시내버스로 사용한다.
도심 주행은 가속과 제동이 많이 필요하다. 이 때문에 배터리식 전기버스는 제동 상황에서 대부분의 운동 에너지를 다시 배터리로 재충전할 수 있기 때문에 디젤 버스보다 우수하다. 이것은 버스의 브레이크 마모를 줄이고 디젤 대신 전기를 사용하여 도시의 소음, 공기 및 온실 가스 오염을 줄인다.
도시 내에서 운행할 때 버스의 무부하 및 회전 중량을 최소화하는 것이 중요하다. 이것은 알루미늄을 버스의 주요 건축 자재로 사용하여 달성할 수 있다. 복합 패널 및 기타 경량 재료도 사용할 수 있다. Linkkebus에 따르면 그들의 완전 알루미늄 버스 구조는 비슷한 크기의 현대식 강철 버스 (연석 중량 9500kg)보다 약 3000kg 가볍다. 무게를 줄이면 더 많은 탑재하중을 허용하고 브레이크, 타이어 및 조인트와 같은 구성 요소의 마모를 줄여 매년 작업자에게 비용 절감 효과를 제공한다.

### 충전기
버스는 플러그인 스테이션이나 특수 무선 충전 패드에서 충전할 수 있다.

## 스쿨버스로의 사용
2014년은 최초의 양산형 순수 전기 스쿨 버스가 캘리포니아의 San Joaquin Valley에 있는 Kings Canyon 통합 교육구에 배달되었다.클래스 A 스쿨 버스는 캘리포니아 포스터 시티의 Motiv Power Systems에서 개발한 전기 파워트레인 제어 시스템을 사용하여 트랜스 테크 버스에서 제작했다. 버스는 지역에서 주문한 4대 중 하나다. SST-e 버스의 1번째 라운드(이름 그대로)는 캘리포니아 대기 자원 위원회에서 관리하는 AB 118 대기 질 개선 프로그램(Air Quality Improvement Program)에 의해 부분적으로 자금이 지원된다.
Trans Tech/Motiv 차량은 모든 KCUSD 및 캘리포니아 고속도로 순찰대 검사 및 인증을 통과했다. 일부 디젤 하이브리드가 사용 중이지만 이것은 모든 주에서 학생 수송용으로 승인된 최초의 현대식 전기 스쿨버스다.

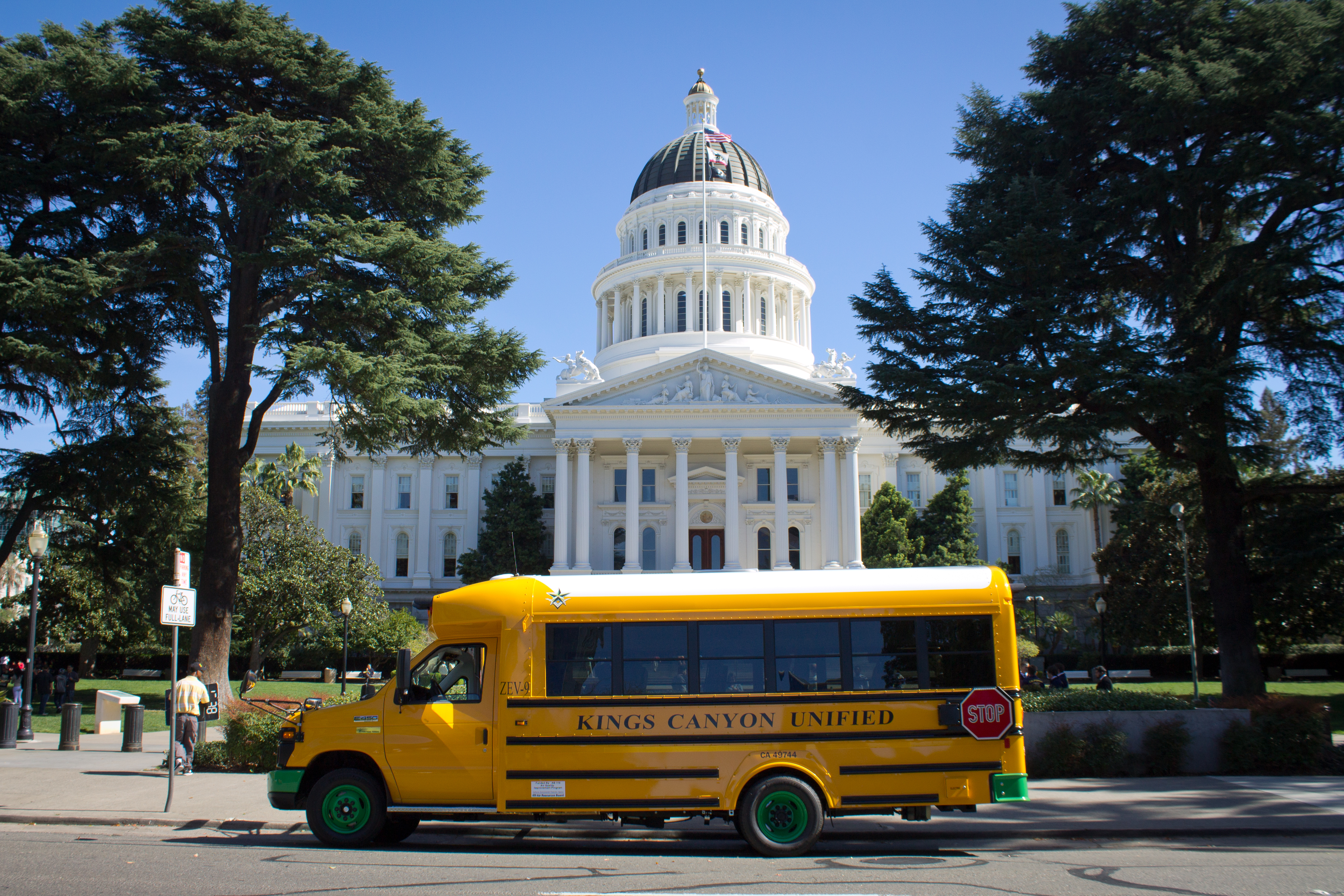
새크라멘토의 캘리포니아 국회 의사당 건물 밖에서 정차하는 캘리포니아주 최초의 순수 전기 스쿨 버스.

2015년부터 캐나다의 제조업체 라이온 버스는 차체가 복합 재료로 만들어진 풀 사이즈 스쿨버스 eLion을 제공한다. 2016년 초부터 양산되어 출하되는 정규 생산 버전으로, 2017년까지 약 50대가 판매되었다.
2021년 2월 미국에서 약 300대의 전기 스쿨버스가 운행되고 있다. 그 달에 메릴랜드주 몽고메리 카운티는 2035년까지 1,400대의 차량 스쿨버스를 전기 버스로 전환하는 계약을 승인했으며 첫 번째 25대의 버스는 2021년 가을에 도착했다.

## 전기 버스 목록

### 아시아

#### 중국

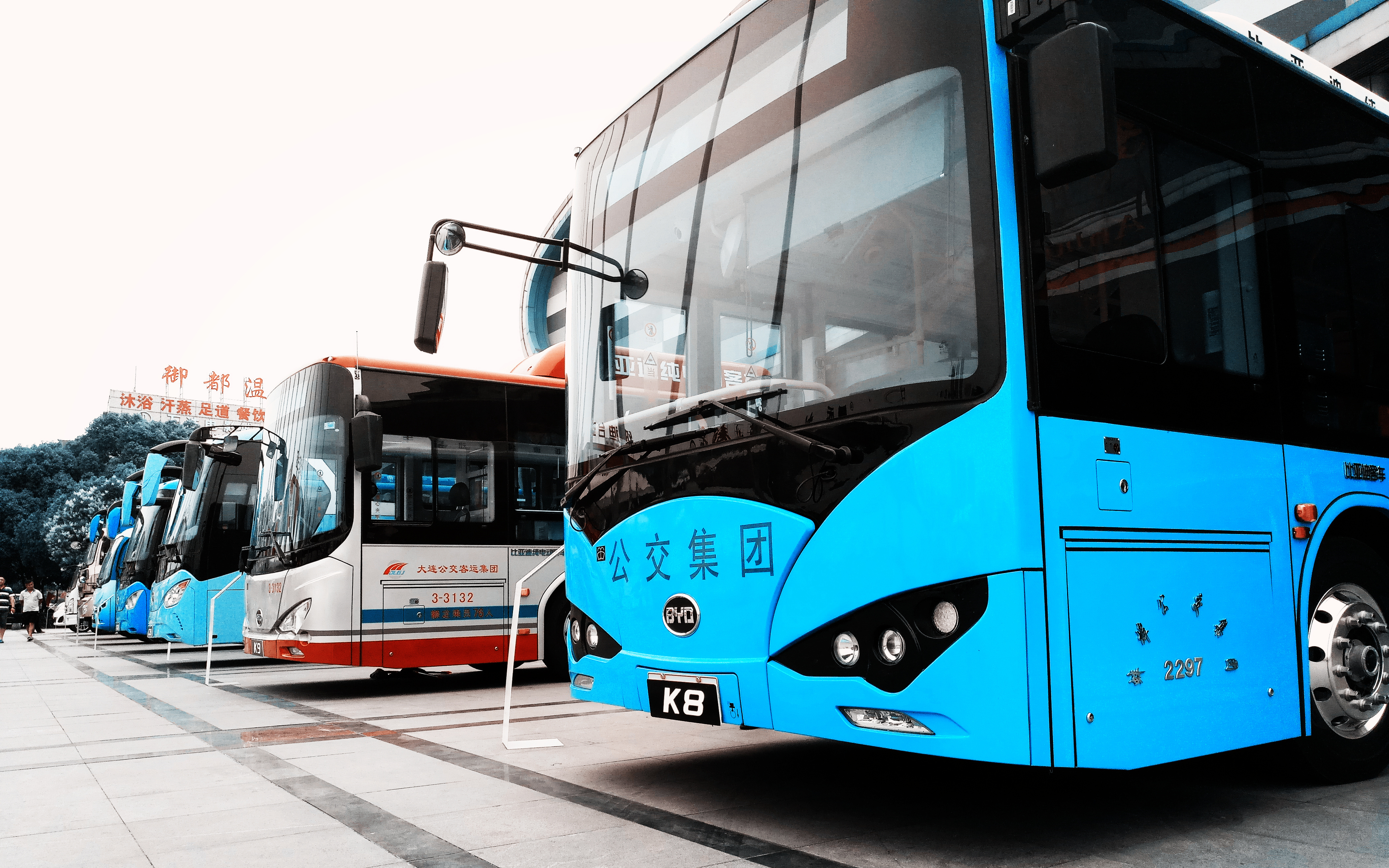
중화인민공화국 안후이성 벙부시의 BYD K8A, K9FE, C9, C8, K6, T8SA, T3 전기차

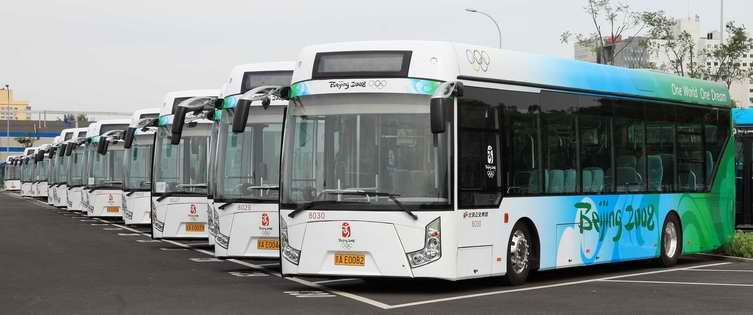
베이징의 2008년 올림픽 기간 중 운행된 전기 버스

2016년 기준, 중국에서는 매년 156,000대의 버스가 운행되고 있다. 2020년 말 기준, 378,700대의 전기 버스가 운행 중이며, 이는 전체 버스 수량의 53.8%를 차지한다.
- 베이징
- 벙부시[15]
- 창사시 (비야디 자동차 x 180대)[16]
- 하이커우시[17]
- 청관구, 2015년 최초의 태양광 버스[18]
- 상하이시 (카파버스)
- 사오관시 (비야디 자동차)[19]
- 선전시 (비야디 자동차 x 16,359대). 2018년 1월 1일 기준, 선전시의 모든 버스는 배터리식 전기버스이다.[20]
- 톈진시 (비야디 자동차)[21]
- 시안시 (비야디 자동차)[22]
- 옌청시[23]
- 벙부시 (비야디 자동차 x 638대)[24]
- 정저우시 (위통버스)
- 푸젠성

#### 인도네시아
- 트랜스 자카르타는 노후된 차량을 새로운 전기 버스로 교체할 계획을 하였다. 사용 가능한 후보는 국산 MAB 버스와 수입 비야디 자동차의 버스 차종이다. 기술적인 시범운행은 2019년 9월에 시작되었다.[25]
- Paiton Energy는 PT MAB에서 만든 최초의 현지 생산 전기 버스를 인도했다.[26]
- 대한민국의 에디슨모터스로부터 인도네시아에 전기버스에 대한 수출 계약을 체결하였다.[27]

#### 인도
- 인도 최초의 전기 버스는 2014년 벵갈루루에서 출시되었다.
- 뭄바이에서 푸네까지 최초의 시외버스 서비스가 2019년에 시작되었다.[28]

#### 이란
이란 최초의 전기버스는 이란에서 PLM 기술로 설계된 최초의 차량으로 SHETAB이라는 브랜드 이름으로 2021년 테헤란에서 출시되었다.

#### 일본

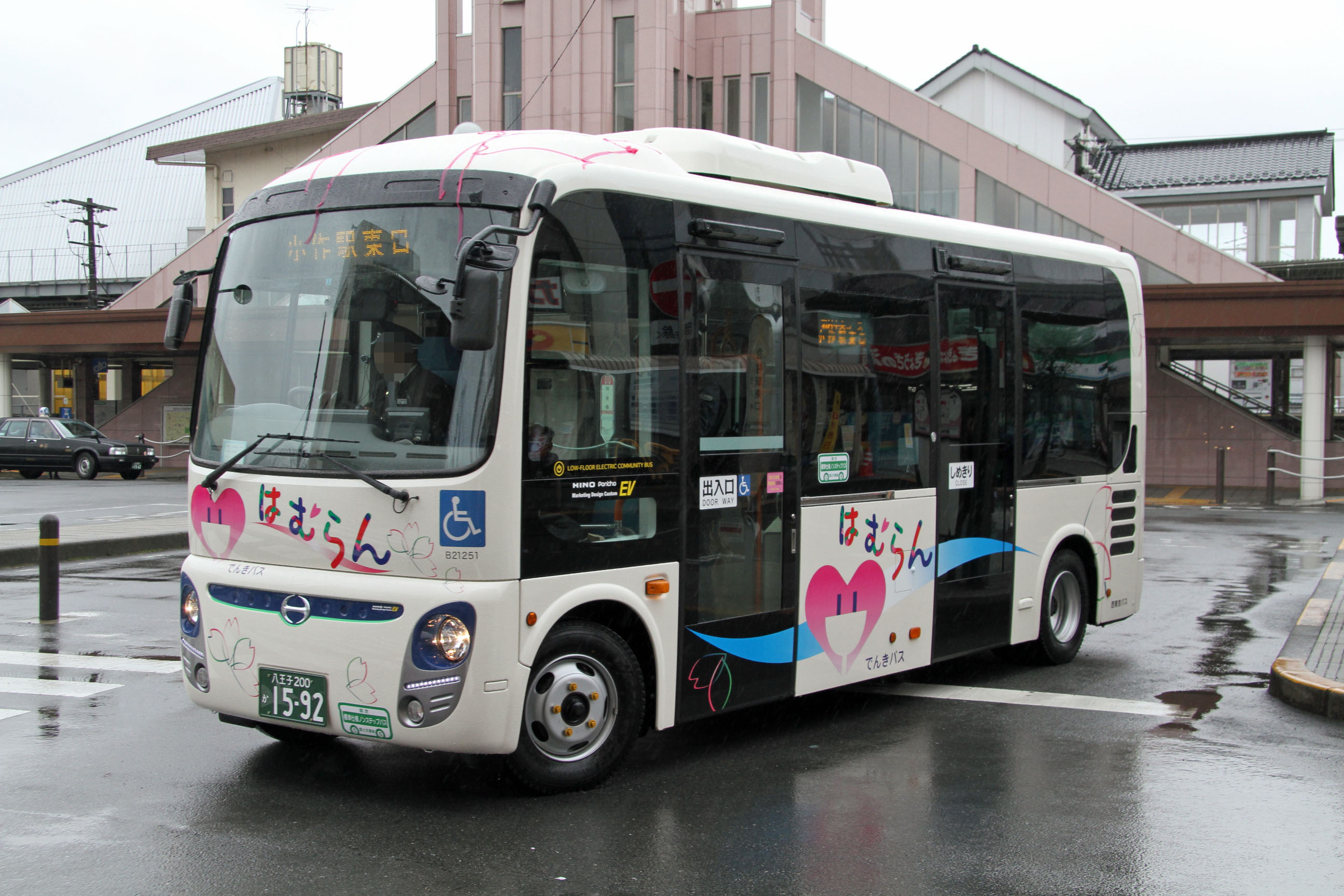
하무룬 커뮤니티 버스

- 하무라시의 커뮤니티 버스 "하무룬" (니시도쿄버스 운행) 2012년 3월 10일 이후[32]
- 스미다구의 커뮤니티 버스 "스미다 햐쿠케이" (게이세이 버스 운행) 2012년 3월 20일 이후[33]
- 일본 기타큐슈시.[34]

#### 말레이시아
- 반다르 선웨이
- 쿠알라룸푸르
- 푸트라자야[35][36]
- 믈라카시[37]
- 셀랑오르주[38]
- 코타키나발루 (2018년 예정)[39]
- 코타바루 (2018년 예정)[40]
- 쿠칭 (2019년 3월 1일부터 시험 운행)[41]

#### 카타르
카타르의 대중교통 시스템인 Mowasalat (Karwa)이 741대의 전기 버스를 운행하고 있다.

#### 싱가포르

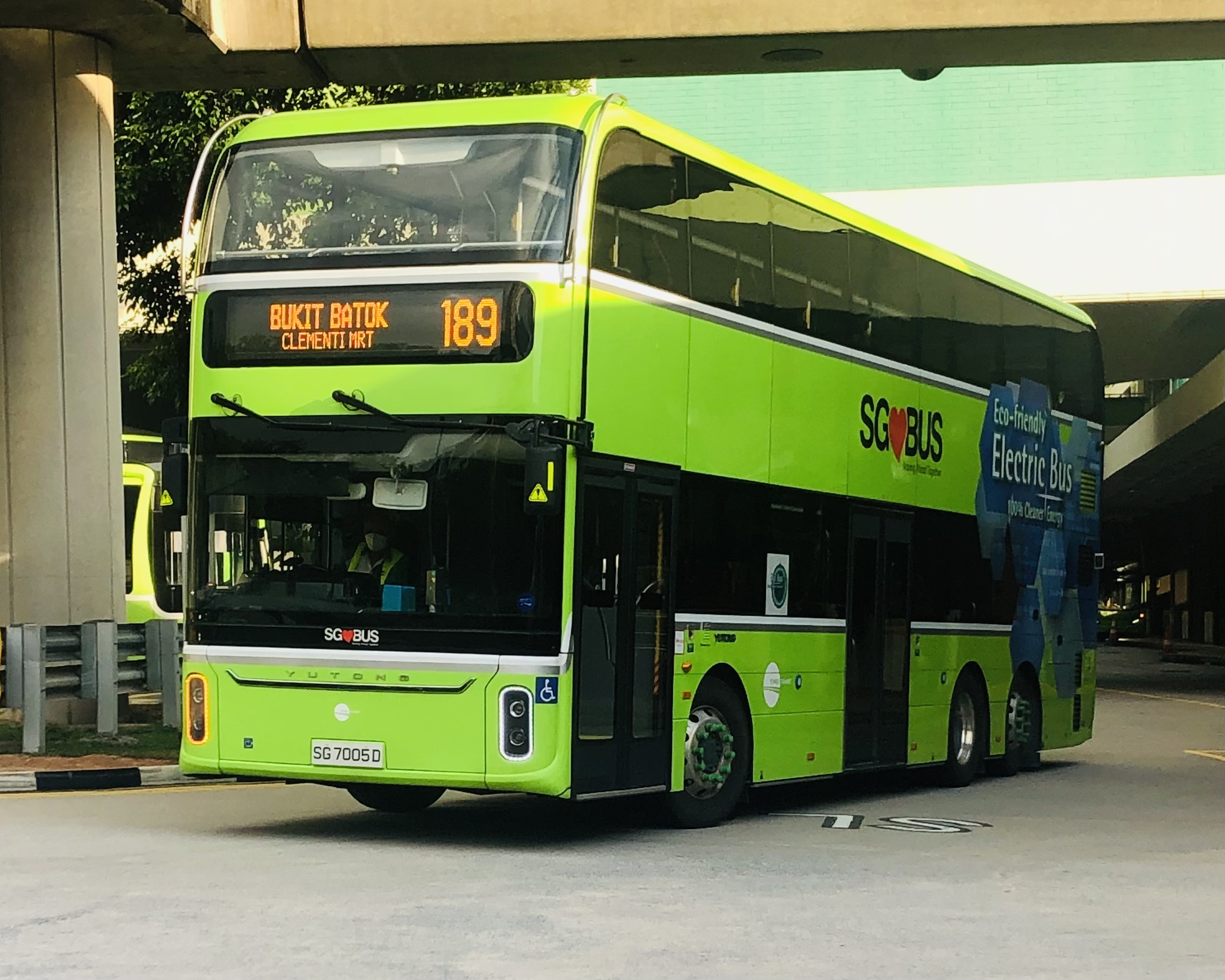
타워 트랜싯 싱가포르가 운행하는 유통 ZK6125BEVGS E12DD 전기 버스

- 2018년 10월 24일, 육상교통청은 60대의 완전 전기 버스 — 20대의 BYD K9 버스, 20대의 ST 엔지니어링-링크커 LM312 전기 버스, 10대의 위통버스 E12 단층 버스, 10대의 유통 E12DD 2층 버스를 총 5064만 달러에 구매했다.
- 2019년 10월 17일, SMRT 버스는 버스 서비스 825에 비야디 C6 전기 미니버스를 배치하기 시작했으며, 이는 싱가포르 최초의 완전 전기 공공 미니버스 출시를 의미했다.
- 2020년 4월 3일, 고-어헤드 싱가포르, 타워 트랜싯 싱가포르 및 SMRT 버스는 위통버스 E12 전기 버스 배치를 시작했으며, 이는 육상교통청이 조달한 60대의 전기 버스 출시의 시작을 알렸다. 전기 버스의 첫 번째 배치는 2020년 4월에 상업 운행에 도입되었다.
- 2020년 7월 29일, SBS 트랜싯은 BYD K9 Gemilang 차체 전기 버스를 배치하기 시작했다. EV 충전기는 셀레타르 버스 데포(SEDEP)에 위치한다.
- 2020년 10월 27일, 고-어헤드 싱가포르, 타워 트랜싯 싱가포르 및 SMRT 버스는 위통버스 E12DD 전기 2층 버스를 배치하기 시작했으며, 이는 싱가포르 최초의 양산형 전기 2층 버스 출시를 의미했다.
- 2021년 8월 25일, SBS 트랜싯과 SMRT 버스는 ST 엔지니어링 링커 LM312 전기 버스를 배치하기 시작했으며, 이는 베독 버스 환승 센터와 부킷 판장 버스 환승 센터를 위한 싱가포르의 기회 충전 전기 버스 출시를 의미했다.[43]
- 2025년, 이 BYD 및 중통버스 3도어 버스는 새로운 저상 디자인, 2개의 장애인석(뒤를 향하는 접이식 좌석 포함), 그리고 후방 비상 탈출 해치 창문을 가지고 있다. 총 420대의 전기 차량으로 구성된 300대의 BYD BC12A04 유닛과 120대의 양산형 중통버스 LCK6126EVG N12 유닛은 SBS 트랜싯과 SMRT 버스가 운행했다. 모든 버스는 상업 운행을 시작했다. EV 충전기는 성캉 서부, 갈리 바투 및 동해 통합 버스 데포에 배치되었다. 다음 660대의 3도어 전기 버스 입찰은 육상교통청에 의해 조달되었다. 우리는 또한 두 번째 양산형 전기 2층 버스와 같은 새로운 버스도 보유하고 있다. 360대의 단층 버스와 300대의 2층 버스는 2025년 6월 26일에 입찰 계약이 마감되었다. 모든 전기 버스는 2027년 말까지 싱가포르에 인도될 예정이다.

#### 대한민국

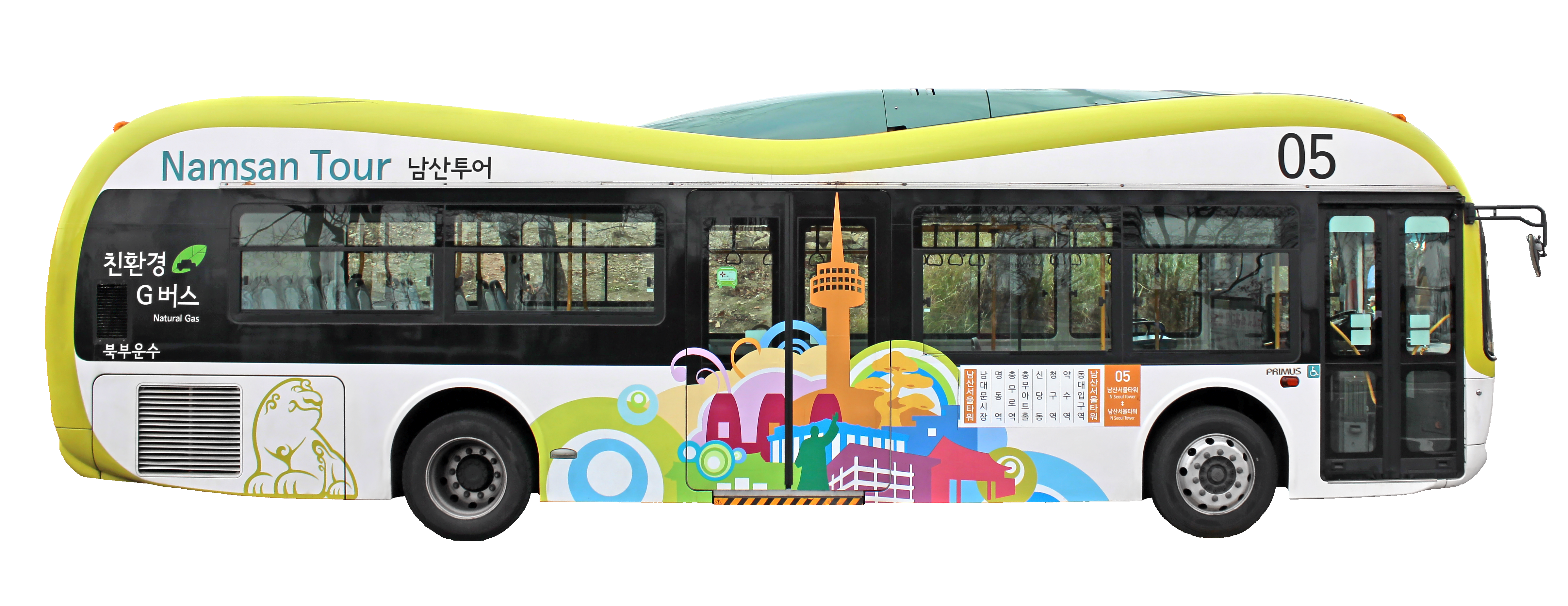
한국화이바 프리머스

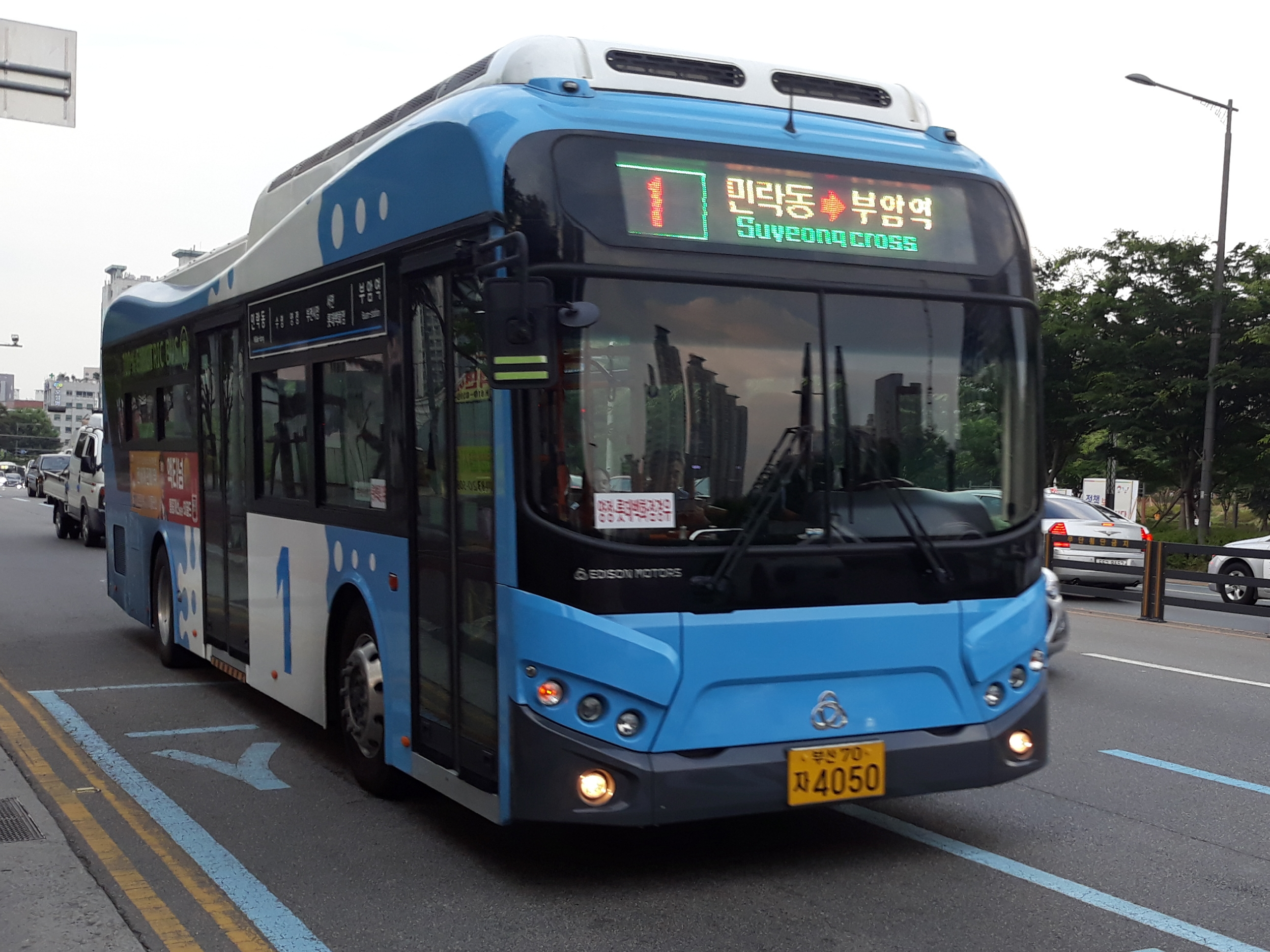
오성여객에서 운행 중인 E-화이버드

- 서울특별시에는 '땅콩버스'라는 별명이 붙은 한국화이바 프리머스 전기버스가 15대 있다.[44] 그 후 청주시의 동일운수가 시외 최초로 프리머스를 운행하면서 전국으로 퍼져나갔다.
- 서울특별시 강남구는 2013년 2월부터 전기버스 11대, 2013년 말까지 전기버스 270대, 2014년까지 400대로 늘렸다.[45]2020년까지 최소 3,500대의 전기 버스가 단계적으로 도입되었으며, 이는 서울시 버스 차량의 절반을 차지하였다.[46]
- 구미시는 KAIST가 개발한 세계 최초의 무선 전기버스 '온라인 전기차(Online Electric Vehicle)'를 2013년 7월부터 운행한다. 전기는 트랙에서 버스로 무선으로 공급된다.[1][47]
- 포항시는 2013년 7월부터 배터리식 전기버스를 운행한다. 기존 플러그인 충전버스와 달리 완전 방전되기 전에 배터리 팩을 완전 충전된 것으로 자동 교체한다.[48]
- 2018년에는 오성여객이 에디슨모터스 E-화이버드를 도입하였다.
- 양산시에서는 일부 노선(8, 32, 32-1, 52, 57, 128-1등)에서 전기버스가 운행된다. 차종은 현대 일렉시티가 운행된다.
- 인천광역시에서는 일부 노선(3-2, 9, 12, 15, 16, 43, 47, 584번 등)에서 전기버스가 운행된다.차종은 현대 일렉시티와 에디슨모터스 E-화이버드, 하이거 하이퍼스, 비야디 자동차의 전기버스 등이 운행된다.
- 경기도에서는 부천시의 부천버스가 88번 버스를 현대 일렉시티와 같은 전기버스로 대량 투입되는 등 경기도 일부 지역에도 전기버스가 운행된다.

#### 태국

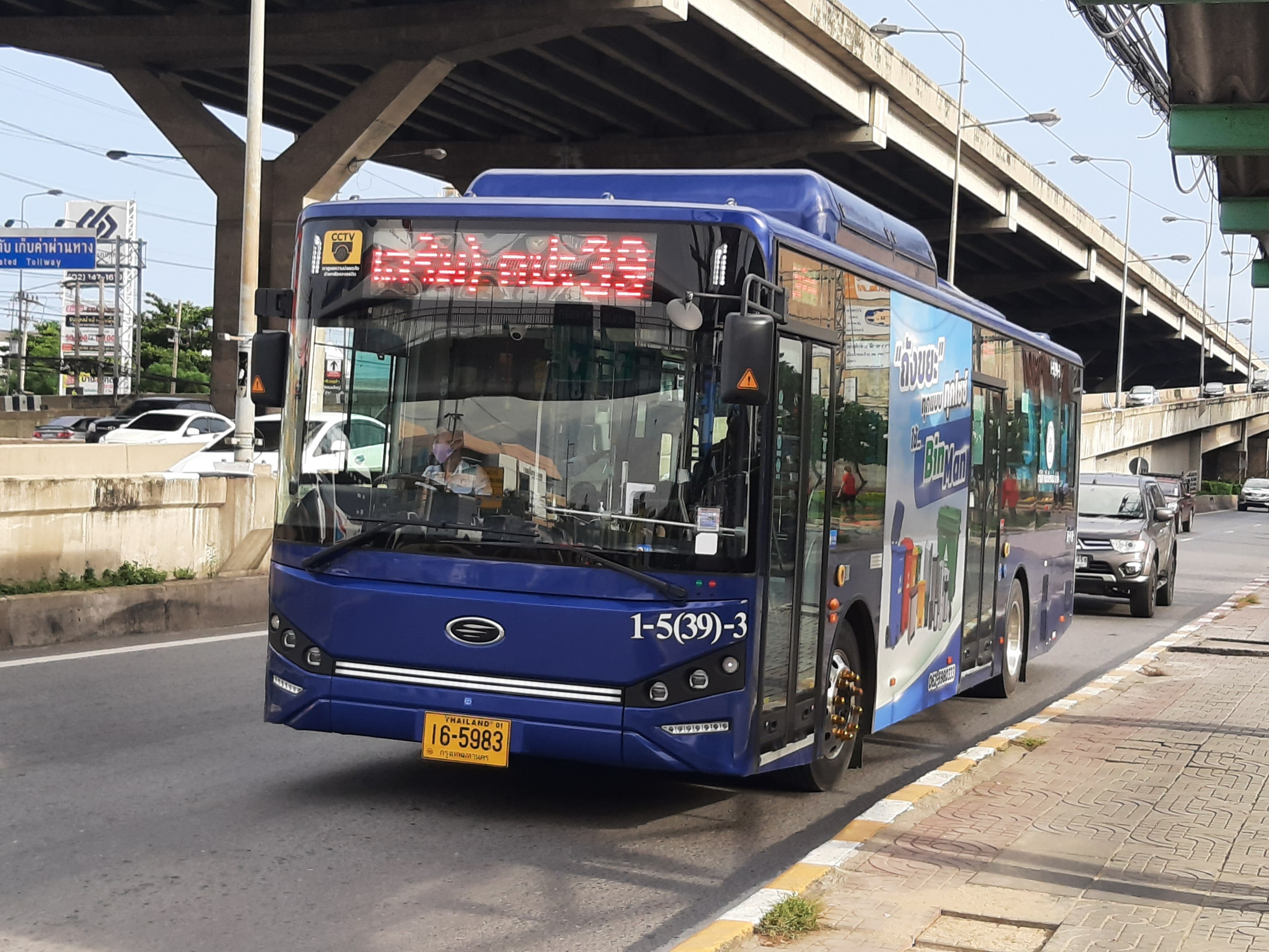
방콕의 전기 버스

- 타이 스마일 버스[49]

#### 튀르키예
- 아나돌루 이스즈
- BMC
- 보잔카야
- 카르산
- 오토카르
- 템사

#### 아랍에미리트
아랍에미리트는 최근 전기 버스를 도입했다. 이 버스들은 두바이를 운행하는 공공 버스이다.

#### 베트남

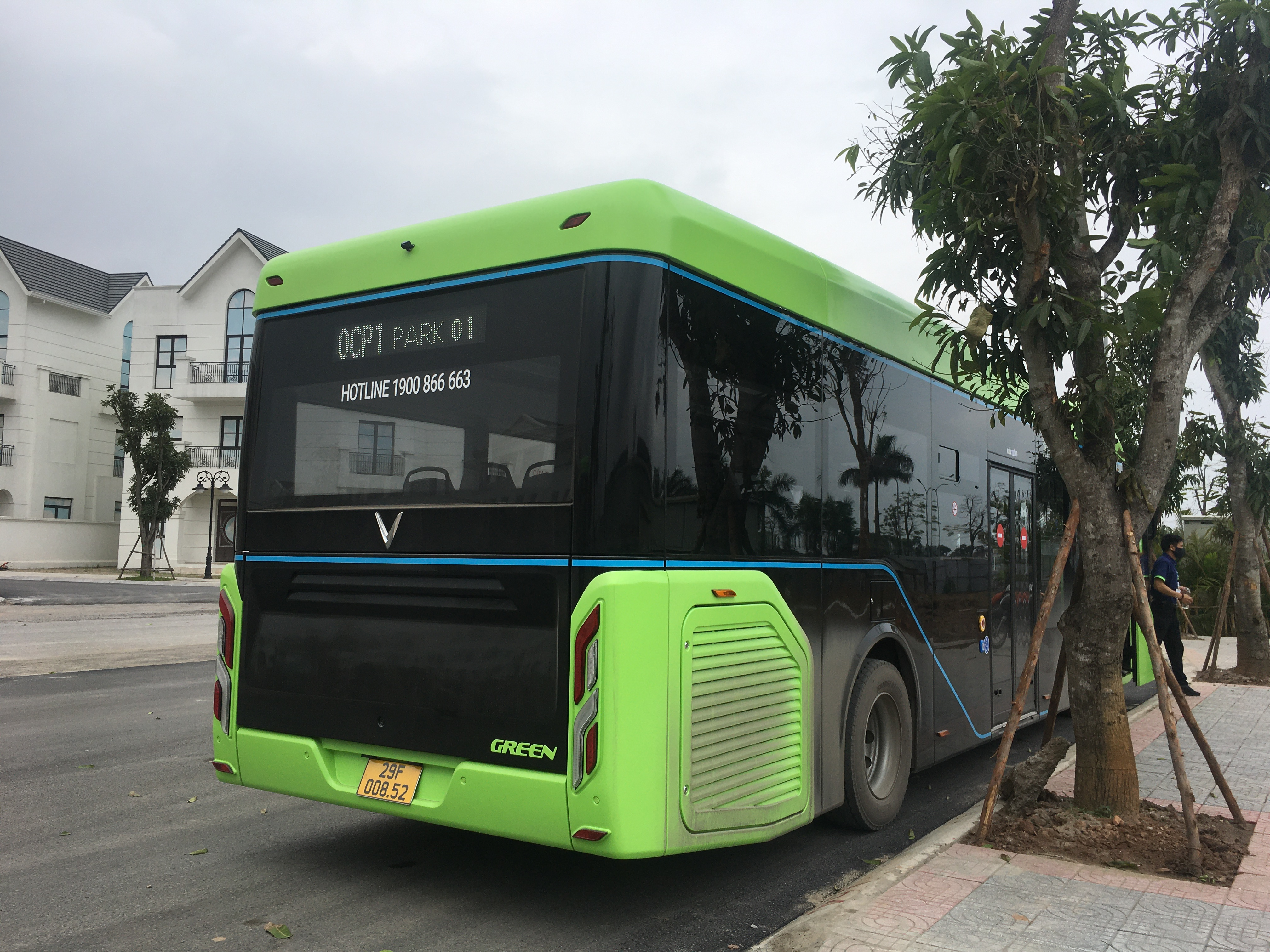
하노이의 VinBus

- 빈 그룹의 빈패스트가 제작한 빈버스

### 유럽
가장 큰 유럽 전기버스는 2020년 10월 기준으로 500대의 전기 버스가 있는 모스크바에 집중되어 있다.

#### 벨라루스

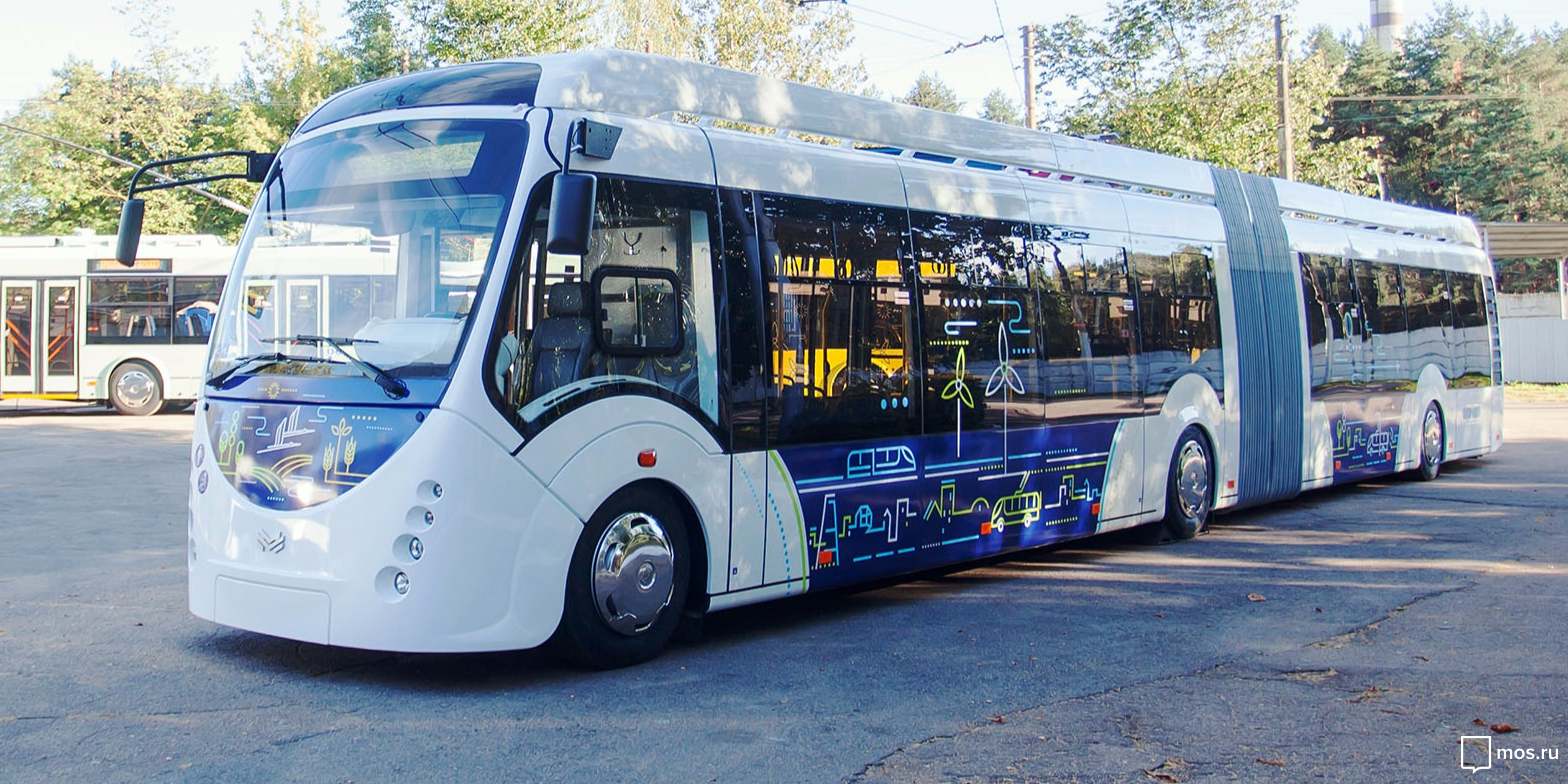
모스크바에서 테스트 중인 벨로루시 전기 버스 E-433

- E433[52]
- E420
- E321

#### 벨기에
벨기에의 전기버스 도입은 강한 상승세를 보이고 있다.
- 플란데런: 2019년 말에 De Lijn은 2,295대의 버스를 운영했으며 그 중 368대가 하이브리드였다. De Lijn은 2020년에 처음으로 6대의 완전 전기 버스를 출시했으며 앞으로 7대가 더 추가될 예정이다. 취소된 970대의 전기버스에 대한 주문이 재발행된다.[53]플란데런 연합 협정에 따르면 2025년까지 도심은 배기가스 배출 없이 운영되어야 하며 플란데레의 모든 버스는 2035년까지 배출 가스가 배출되지 않아야 한다고 명시되어 있다.[54]
- 왈롱: 2019년 말 OTW는 1,769대의 자체 버스를 운영했으며 그 중 309대가 하이브리드였다.
- 브뤼셀: 2019년 말 STIB/MIVB는 800대의 버스를 운영했으며 그 중 184대(23%)가 하이브리드였다. 50~100대의 전기버스에 대한 입찰이 준비 중이며 수소 옵션도 검토 중이다.

2019년 기준, 벨기에의 전기버스는 4대만 운행했다.

#### 불가리아
- 소피아에서는 2018년부터 위통버스 배터리 전기버스 20대를 운영하고 있다.
- 소피아에서는 2020년부터 하이거 버스 울트라캐패시터 기반 전기버스 15대 운영하고 있다.
- 카잔락에서는 2021년 2월부터 7대의 Alfabus 배터리 전기 버스를 운영하고 있다.
- 2021년 2월부터 Gabrovo에서 Chariot Motors에서 제공하는 3대의 하이거 버스 울트라커패시터 기반 전기 버스를 운영하고 있다.

#### 핀란드
- Espoo Cobus EL2500 (bus 11 Friisilä-Tapiola Centre)
- Espoo (Linkker 2 vehicles, Bus 11 line Tapiola centre-Friisilä)[56]

#### 프랑스
- RATP[57]

#### 그레이트브리튼섬
- 비야디 자동차와 알렉산더 데니스가 공동으로 제공하는 런던의 507번 및 521번 버스 노선에서 전기버스를 운행한다.[58]
- Stagecoach North Scotland는 5대의 Optare 단독 EV를 운영하고 있다.[59]
- Strathclyde Partnership for Transport는 글래스고의 조지 광장과 교통 박물관 사이의 한 노선에서 배터리 구동 전기 버스를 운행한다.[60]
- 브리스톨: 도심에서 Frenchay UWE 캠퍼스까지 72번 국도를 운행한다.[61]
- 더럼: 대성당과 도심 루프[62][63]

#### 이스라엘
- 이스라엘에는 13,000대의 버스 중 78대의 전기 버스가 있다.[64]

#### 리투아니아
- 시립 대중 교통 회사 "Klaipėdos autobusų parkas"인 Klaipėda는 2020년 4월 8번 국도에서 현지 생산 댄서 전기버스를 사용하기 시작했다.[65]
- 시립 대중 교통 회사인 "Kauno autobusai"는 1965년부터 전기 무궤도 전차를 운영하고 있다. 2020년 4월 현재 이 회사는 17개 노선의 네트워크에서 약 100개의 Solaris Trollino 12AC와 몇 대의 Berkhof Premier AT18 무궤도 전차를 운영하고 있다.
- 2019년 3월 시립 대중 교통 회사 "Tauragės autobusų parkas" Tauragė는 전기 Iveco Rosero 70C18 및 Solaris Urbino Electric 버스의 인수를 발표했다. 2020년 초 교외 3개 노선에 총 5대의 전기버스가 운행된다.
- 시립 대중 교통 회사 "Susisiekimo paslaugos" Vilnius는 2019년 9월 89번 국도에서 Karsan Jest Electric 버스 4대를 사용하기 시작하여 이 경로를 완전 전기화했다. 이것은 279개의 전기 트롤리버스로 운영되는 19개 노선의 네트워크에 추가된 것이다. 대부분은 Solaris Trollino 15AC, Solaris Trollino IV 12, Škoda 14Tr, Škoda 14ТrМ, Škoda 15Тr 및 Amber Vilnis 12 AC다.

#### 네덜란드
네덜란드는 유럽 국가 중 가장 많은 전기버스를 보유하고 있다. 2019년 말에 그 수는 770대에 이르렀으며, 이는 네덜란드 전체 버스 5,236대의 15%이다. 이는 2020년 말까지 1,388대로 증가할 것으로 예상된다. 흐로닝언과 Drenthe 지방에서는 버스의 47%가 전기버스이며 림뷔르흐주에서는 37%, 노르트홀란트주에서는 31%이다. 주요 메이커는 VDL(기존 770의 486), Ebusco(110), Heuliez(49), 비야디(44)이다.2015년 네덜란드 대중 교통 당국은 2025년부터 배기 가스가 없는 버스만 구매하고 2030년까지 전체 차량을 배기가스로 만들지 않기로 합의하였다.

### 북아메리카

#### 아루바
- 오라녜스타트: (BYD)[68]

#### 캐나다

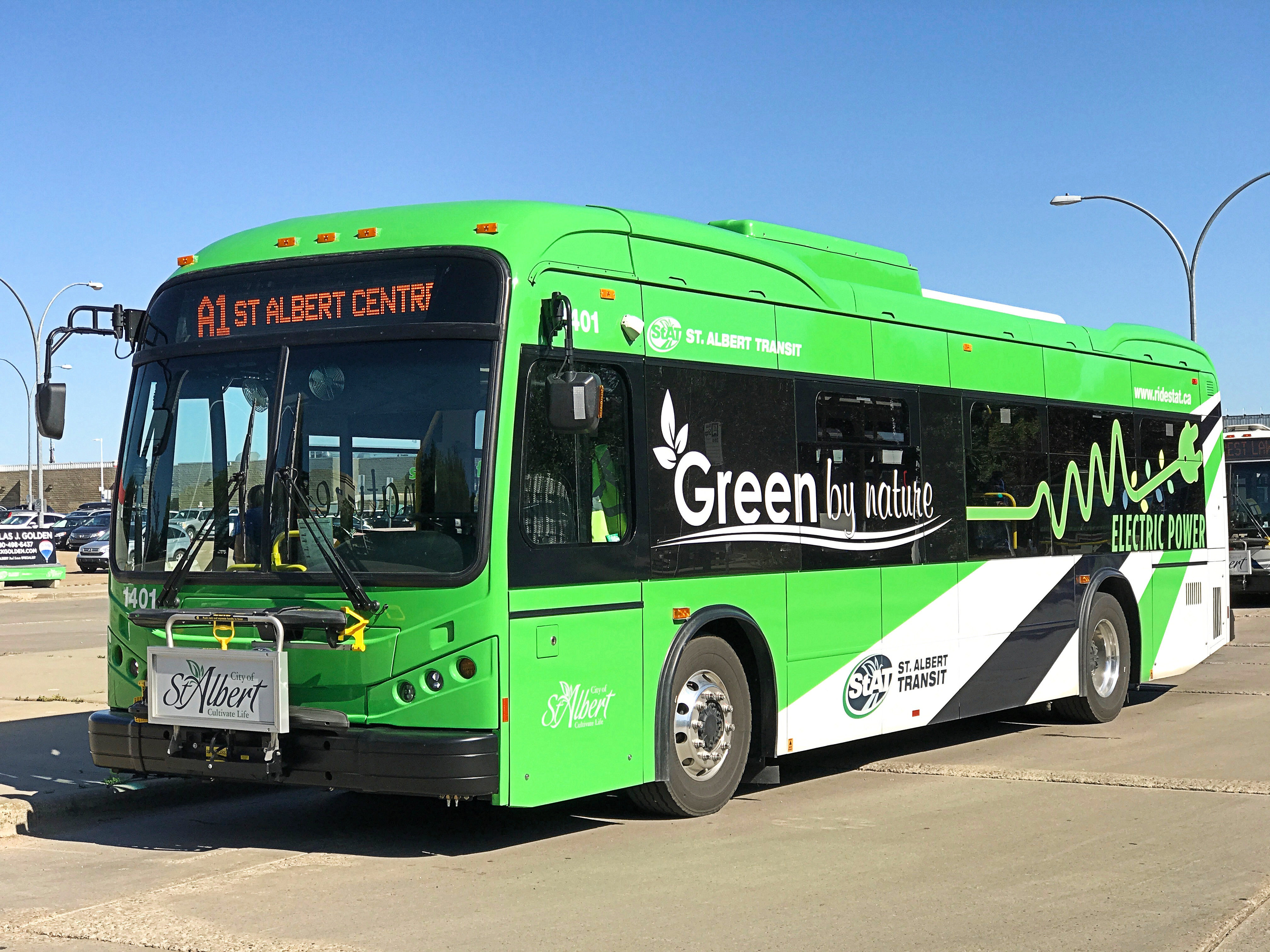
캐나다 석유 생산 주 앨버타주의 세인트 앨버트.

##### 브리티시컬럼비아주
- 밴쿠버 전기버스는 1948년부터 운행 중이며, 트랜스링크는 260대를 운행하고 있다.
- 빅토리아 – CVS 투어스는 현재 북미 최초의 완전 전기 2층 버스를 운행하고 있으며, 그린파워 모터 컴퍼니에서 제작되었다.[69]

##### 온타리오주
- 토론토 (프로테라, 뉴 플라이어, 비야디 자동차)[70]
- 윈저 (BYD)[71]

##### 퀘벡주
- 퀘벡의 대중교통 당국인 퀘벡 수도권 교통망은 2008년 구 시가지 서비스를 위해 8대의 전기버스를 차량에 통합했다.[72] 테크노버스 걸리버 버스는 최대 20명의 승객을 태울 수 있으며 하루 3.25달러의 전기료로 운행된다.[73]
- 몬트리올의 몬트리올 교통공사는 2029년까지 모든 버스 차량을 전기 또는 하이브리드로 전환할 예정이다.[74] 2017년 – 시테-모빌리티 프로젝트: 36번 노선에 고속 충전이 가능한 전기버스 7대.[75]

#### 미국

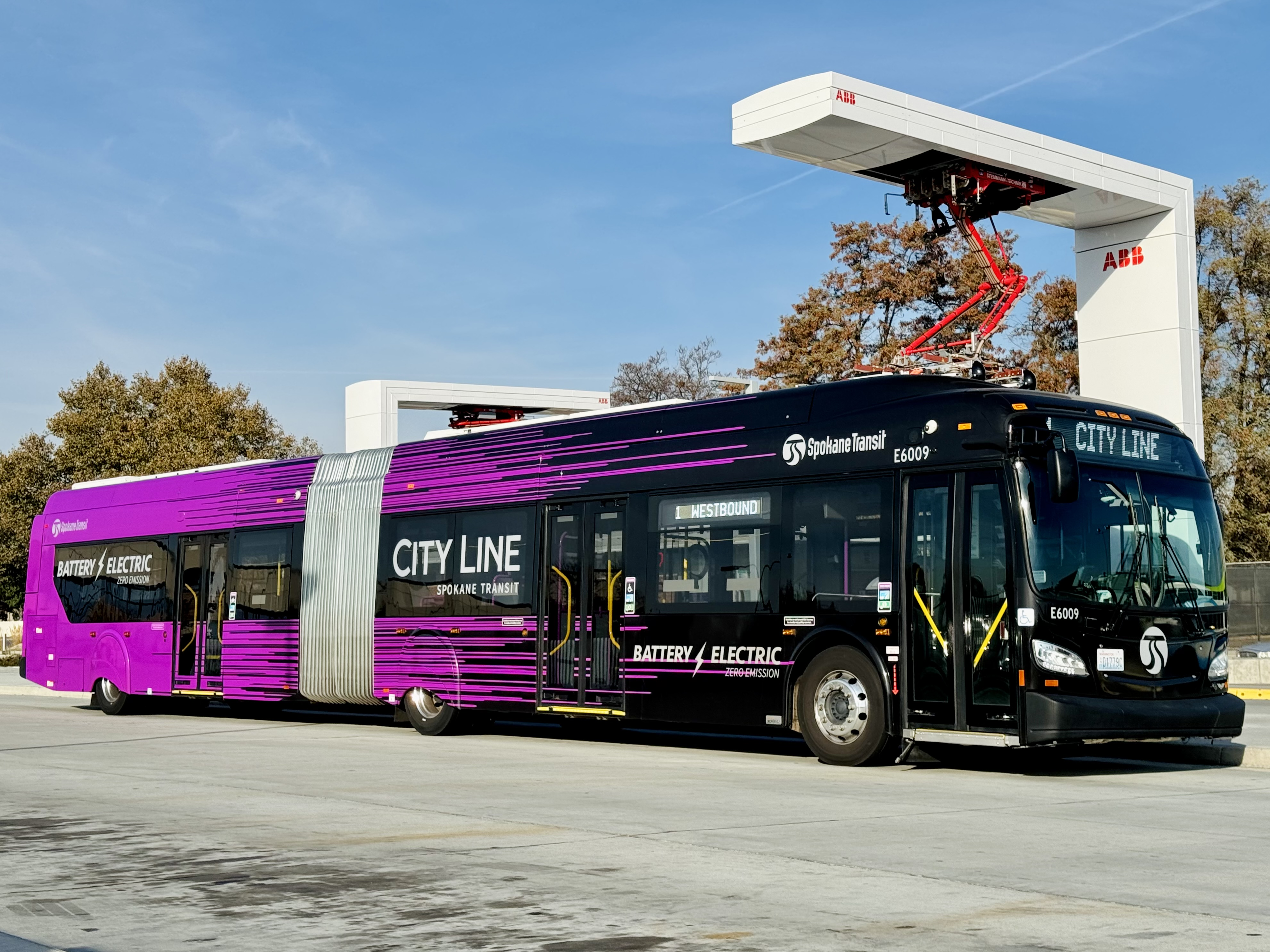
스포캔 교통 시티 라인이 충전소에서 충전 중이다.

2019년 11월, 신규 전기버스 주문량이 생산 능력을 초과했다.
2021년 사회기반시설 투자 및 일자리 법안에는 전기 통학 버스 자금으로 5년 동안 25억 달러가 포함되었다. 2022년 6월까지 38개 주에서 12,275대의 전기 통학 버스 도입 약속이 있었다.
내셔널 그리드와 히타치 에너지의 2022년 연구에 따르면, 차량 전철화를 위한 충전 인프라 설치는 미국 전력망에 지역별 업그레이드를 필요로 할 것이다.
2022년에는 5,269대의 배터리식 전기버스가 있었다.
전기버스를 사용하는 도시:
- 애너하임
- 애틀랜타 (에모리 대학교에서 사용 중)
- 케임브리지
- 채터누가 – CARTA[82]
- 시카고
- 콜로라도스프링스
- 댈러스[83]
- 데이턴
- 덴버 – RDT 프리 몰라이드[84]
- 프레더릭
- 그린빌
- 걸프포트[76]
- 햄프턴
- 인디애나폴리스
- 이타카
- 렉싱턴
- 로스앤젤레스
- 루이빌
- 마이애미비치
- 모빌
- 내슈빌
- 뉴헤이븐
- 뉴욕
- 포모나
- 포틀랜드 (메인주)
- 포틀랜드 (오리건주)
- 필라델피아
- 프로비던스
- 리노
- 샌타바버라
- 샌안토니오
- 샌디에고[85]
- 샌프란시스코
- 시애틀
- 세네카
- 스포캔
- 스톡턴
- 탤러해시
- 우스터
- 위치토

##### 캘리포니아주
2000년부터 캘리포니아 대기 자원 위원회는 교통 기관에 배출가스를 줄이도록 요구하는 대중교통 기관 차량 규칙을 시행해왔다. 2018년에는 혁신 청정 교통 규칙을 발표했는데, 2029년 이후에 구매되는 모든 신규 대중교통 버스는 무배출 버스여야 한다.
롱비치 (캘리포니아주)와 앤틸로프 밸리 교통국은 일부 버스를 버스 노선에 설치된 특수 무선 충전 패드에서 충전한다.
2019년까지 캘리포니아에는 200대 이상의 전기버스가 운행 중이었다. 캘리포니아에 추가로 수백 대의 전기버스가 주문 대기 중이었다.
2023년 오클랜드는 미국 내 스쿨버스 지구에서 처음으로 주요 전기 스쿨버스 차량을 도입했다. 이 버스들은 학생들을 위한 교통수단일 뿐만 아니라 연간 2.1기가와트시의 전력을 전력망에 공급하여 300~400가구에 전력을 공급할 수 있다. 이 계획은 오클랜드에서 특히 중요성을 갖는다. 이곳의 많은 학생들이 산업 오염에 불균형적으로 영향을 받는 저소득층 가정 출신이기 때문이다. 전기 버스는 연간 약 25,000톤의 이산화탄소 배출량을 줄여 지역사회의 환경 및 건강 상태를 개선할 것으로 예상된다.

### 마일당 총 운영 비용
NREL은 다양한 상업 운영자의 무배출 버스 평가 결과를 발표한다. NREL이 발표한 마일당 총 운영 비용은 다음과 같다. 카운티 커넥션의 경우, 2017년 6월부터 2018년 5월까지 8대 디젤 버스 차량의 마일당 총 운영 비용은 0.84달러였고, 4대 전기 버스 차량의 경우 1.11달러였다. 롱비치 교통공사의 경우, 2018년 10대 전기 버스 차량의 마일당 총 운영 비용은 0.85달러였다. 푸트힐 교통공사의 경우, 2018년 12대 전기 버스 차량의 마일당 총 운영 비용은 0.84달러였다.

### 전기버스 도입 계획이 없는 주
2019년 "오직 5개 주, 아칸소, 뉴햄프셔, 노스다코타, 사우스다코타, 웨스트버지니아만이 ... 전기버스나 수소 연료전지 버스를 운행할 계획이 있는 대중교통 기관이 없었다."

### 오세아니아

#### 오스트레일리아

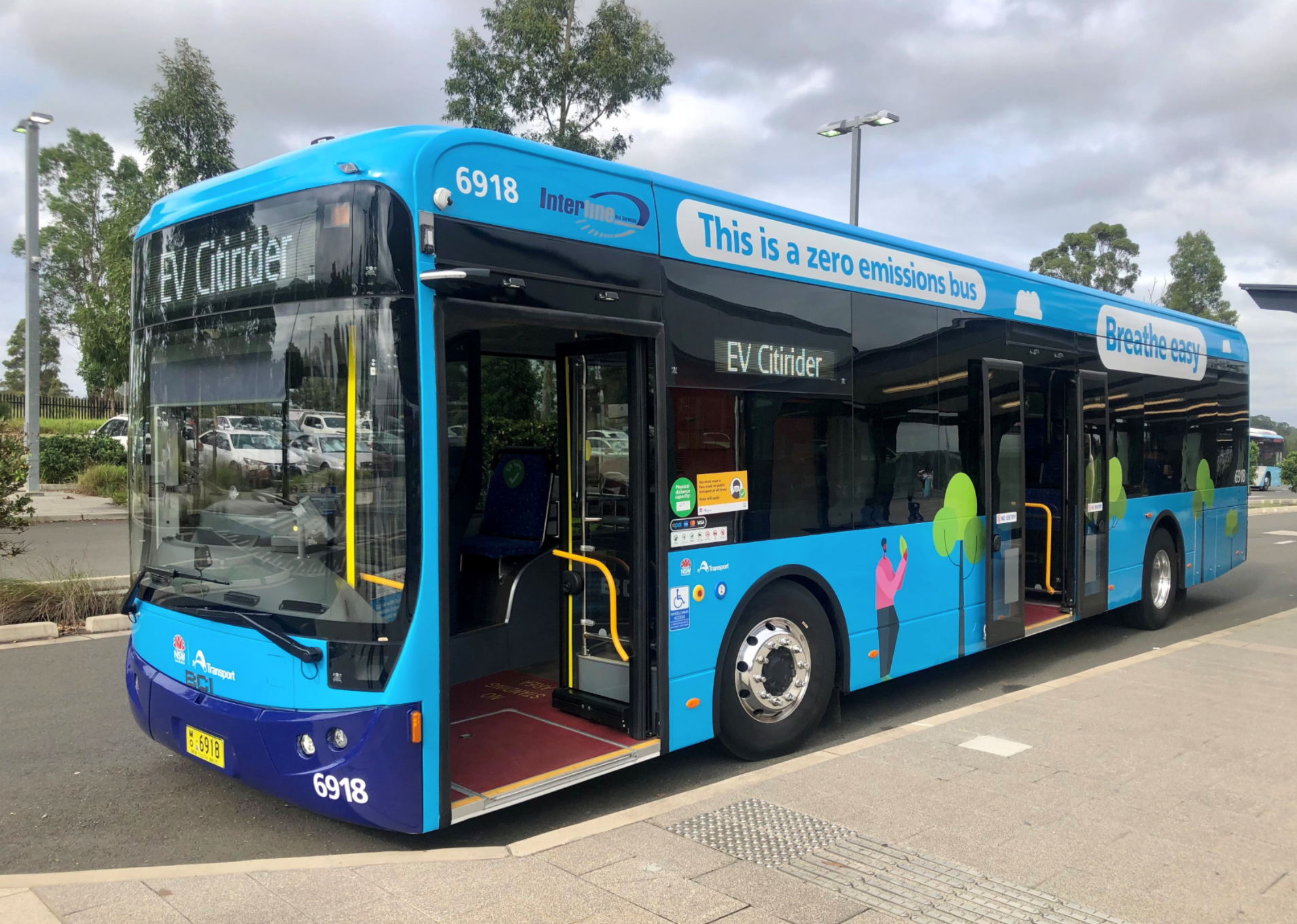
인터라인 버스 서비스 시드니 전기버스

##### 오스트레일리아 수도 준주
- 2017년 9월, 캔버라 교통국은 터거라농 차고지를 기반으로 두 대의 전기버스를 운행하기 시작했다.[93]
- 2020년 12월, 재선된 ALP 정부는 2021년에 90대의 새로운 전기버스를 구매할 것이며, 2024년까지 캔버라의 모든 버스 차량을 전기버스로 전환하는 것을 목표로 한다고 발표했다. 버스 차고지 업그레이드는 이 기간 동안 완료될 예정이며, 워든 버스 차고지가 가장 먼저 업그레이드될 것이다.[94]

##### 뉴사우스웨일스주
- 2016년 카브릿지는 시드니 공항의 디젤 주차장 셔틀을 대체하기 위해 6대의 비야디 자동차의 전기버스 차량을 조달했다.[95]
- 뉴사우스웨일스 교통국은 2019년에 시드니의 6개 지역에서 더 광범위한 시험을 수행하기 전에 사우스 코스트에서 전기버스 시험을 시작했다.
- 2020년 12월, 뉴사우스웨일스 주 정부는 2021년에 시드니 전역에 120대의 전기버스를 배치할 것이라고 발표했다. 앤드류 콘스탄스 교통 장관은 또한 2030년까지 주 전체의 8,000대에 달하는 버스 차량을 배터리 전기버스로 전환하는 목표를 발표했다.[96]
- 시드니, 2021년 11월: ARENA 지원 프로젝트의 일환으로 새로운 무배출 버스 배치가 시작되었다. 이 버스들은 라이카르트 차고지 지붕에 설치된 태양광 배열에서 충전되며, 전기차보다 최대 10배 많은 에너지를 저장할 수 있는 온보드 배터리에 에너지를 저장한다.[97]

##### 퀸즐랜드주
- 브리즈번의 새로운 브리즈번 메트로 급행버스 시스템은 시각적으로 경전철 차량과 유사한 60대의 이중 굴절식 전기버스를 운행할 예정이다. 이 버스들은 스위스 기반 제조업체 카로스리 헤스]에서 공급할 예정이다.[98]
- 키네틱 그룹은 선샤인 코스트에 11대, 케언스와 골드 코스트에 총 26대의 전기버스를 Translink Qld에 계약하여 운행하고 있다.

##### 서호주주
- 2020년 7월, 서호주 대중교통국은 퍼스 주온달루프 CAT 버스 노선에서 볼보 전기버스 4대를 시범 운행할 것이라고 발표했다.[99]

##### 빅토리아주
- 멜버른 최초의 완전 전기버스는 2019년 10월 트랜스데브 멜버른 246번 노선에서 승객을 수송하기 시작했다. 이 신형 버스의 차체 제작 및 내부 마감은 댄디농에 있는 볼그렌에서 이루어졌다.[100]
- 2024년 2월, 벤투라 버스 라인스는 멜버른에서 처음으로 차고지 중 한 곳에서 완전히 전기차량만 운행하는 사업자가 되었다. 이반호의 차고지는 볼그렌이 제작한 전기버스 27대를 운행할 수 있도록 개조되었다.[101]

#### 뉴질랜드
- 2018년 4월, 오클랜드 교통국은 전기 알렉산더 데니스 엔비로200 버스 두 대로 시험 운행을 시작했다.[102] 이 버스들은 오클랜드 중심 업무 지구 주변의 시티 링크(City Link) 서비스에서 운행된다. 이 시험은 2019년 2월 현재 진행 중이다.
- 2018년 7월, 트랜스어반은 웰링턴에 전기 2층 버스 10대를 도입했다. 2021년까지 22대의 버스가 추가로 운행될 예정이다. NZ 버스는 2021년과 2023년 사이에 운행될 단층 버스 67대를 주문했다.
- 2019년 6월, 레드 버스는 29번 공항 노선에서 사용할 알렉산더 데니스 엔비로200 차체를 장착한 비야디 K9 전기버스 3대를 도입했다.[103][104]

### 남아메리카

#### 아르헨티나
- 부에노스아이레스: 2025년 5월부터 아그랄레가 수입한 아시아스타 제작 버스 12대가 레사마 공원과 레티로 철도역 사이 7킬로미터 구간을 운행하기 시작했으며, 지방 정부가 운영한다.[105][106]

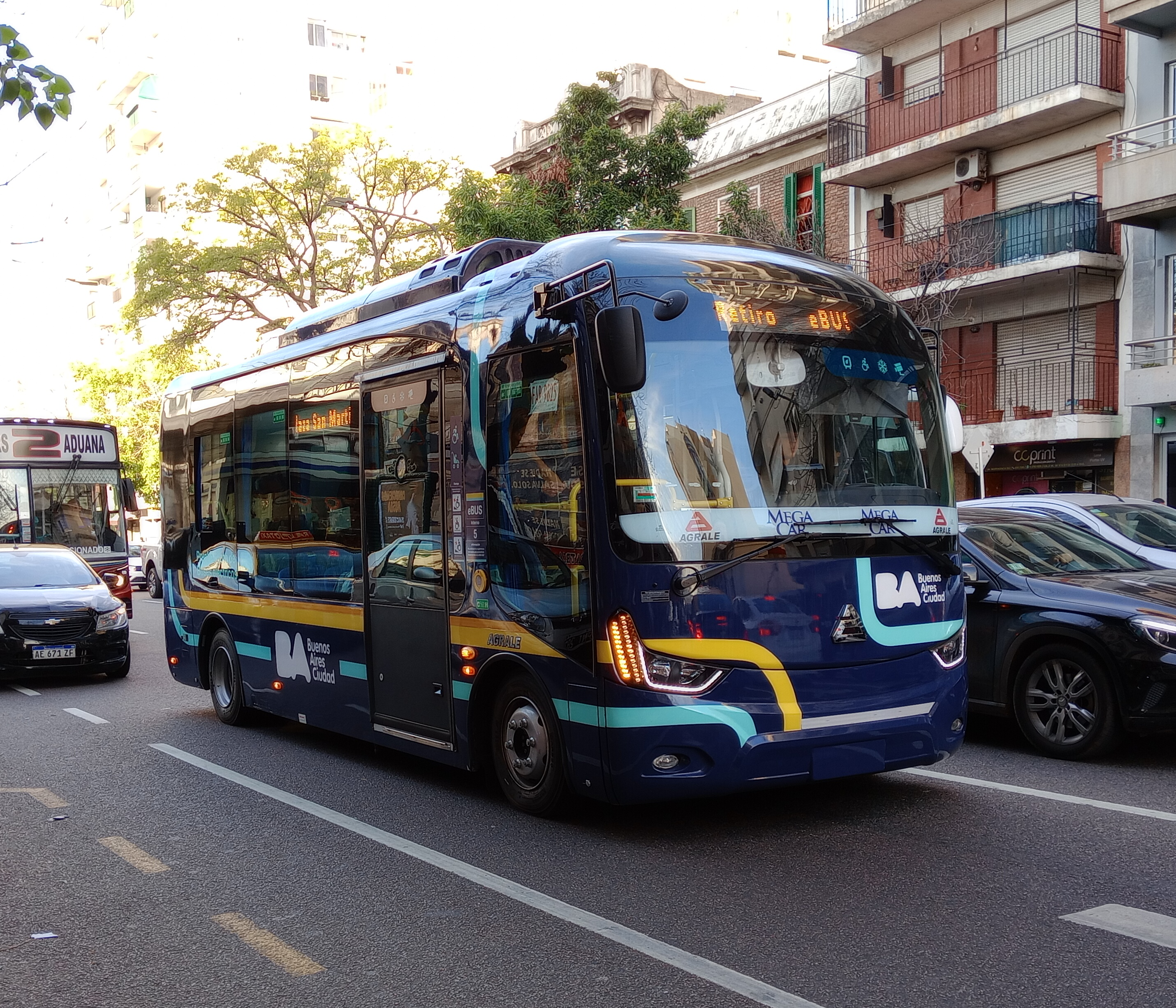
부에노스아이레스의 전기 미니버스

#### 브라질
- 상파울루 (BYD, 하이거, 일렉트라, MBB)[107]
- 캄피나스 (BYD)
- 상조제두스캄푸스 (BYD)

#### 칠레
- 산티아고 (BYD, 위통버스, 포톤, 킹롱, 중통버스)[108]
- 발파라이소 (BYD)[108]
- 공식 통계에 따르면 산티아고에는 1580대의 전기버스가 있으며, 중국 외 지역에서 가장 많은 전기버스 차량을 보유한 도시이다.[109][110][111]

#### 콜롬비아
- 보고타 트랜스밀레니오와 보고타 통합 교통 시스템에는 BYD와 위통버스가 제작한 전기버스 1485대가 있다.[112][113][114]

#### 우루과이
- 몬테비데오 (BYD × 200대),[115] (위통버스 × 10대, 하이거 × 1대)

2013년 아브리엘리(Abriely)는 우루과이-아르헨티나 관광 운송 사업자인 부케부스(Buquebus)를 위해 BYD K9를 수입하여 콜로니아델사크라멘토에 관광 노선을 만들었다. 이 노선은 성공적이지 못했고, 이 버스는 2016년 몬테비데오의 가장 큰 도시 및 교외 대중교통 버스 운영사인 CUTCSA에 팔려 2016번(운영사의 1136대 버스 중 "외부" 번호)으로 번호가 매겨졌다. 이 서비스에서 이 버스는 배터리 용량으로 인해 더 긴 노선에서는 제한적이고 제약적이었지만, 더 짧은 노선에서는 쉽게 작동할 수 있음을 입증했다. 그래서 2020년 CUTCSA는 세 개의 전용 전기 노선에서 사용하기 위해 BYD K9 20대를 인수했다: (CE1 시우다드 비에하-트레스 크루세스, CA1 노선 대체. (CE = "센트리카 일렉트리카"; CA는 "센트리카 액세시블" 또는 "액세시블 센트리카"였음) 이는 우루과이 최초의 전용 저상 버스 노선이자 더 저렴한 요금이었다. E14 시우다드 비에하-포시타스, 14번 노선 대체, 그리고 DE1 시우다드 비에하-카라스코 노선, D1 노선 대체. (D는 차등을 의미하며, 기존 노선보다 더 빠르다는 것을 의미한다.)
2020년 몬테비데오의 다른 세 버스 운영사인 COETC, UCOT, COME는 각각 Yutong E12LF (ZK6128BEVG로도 알려짐) 4대, 3대, 3대를 비전용 노선(및 COETC와 UCOT의 경우 CE1 노선도)에서 사용하기 위해 구매했다.
2023년 상반기에 CUTCSA는 Higer KLQ6126GEV를 2023번으로 명명하여 시험 운행하기 시작했다. 처음에는 전기 전용 노선에서, 다음에는 "Linea A"로 알려진 노선 그룹에 속하는 여러 노선에서, 그리고 마지막으로 "Interdiferencial" 노선(차동 노선과 부서 간 노선을 모두 포함하는 노선)에서 시험 운행을 진행했다. 이는 1140대 버스 차량의 약 25%를 교체할 전기 장치 인수를 준비하기 위한 것이었다.
2023년 5월 7일, 잡지 "Transporte Carretero"(도로 운송)의 기자 클라우디오 테체라(Claudio Techera)는 개인 유튜브 채널에 우루과이 위통버스의 공식 수입업체인 PRIMATUR의 이사인 알바로 고메즈(Álvaro Gomez)와의 인터뷰를 올렸고, 고메즈는 협동조합 COETC와 회사 COME S.A.가 각각 10대의 Yutong U12 버스 구매 계약을 체결했으며, 돌이나 총알에 의해 깨진 유리를 쉽게 교체할 수 있도록 측면 창문을 수정할 가능성이 있다고 확인했다. 6월 11일, 협동조합 UCOT는 이사 회의 후 10대의 U12 유닛 구매를 확정했다.
- 카넬로네스-라스피에드라스 (안카이 × 6). 2019년부터 버스 운영사 Compañia del Este 또는 Codeleste는 다양한 모델의 일반 노선에서 사용할 안카이 전기 저상 버스를 구매하고 있다.
- 두라스노-두라스노주 (안카이 × 2). 버스 운영사 Nossar (1925년부터 이 부서에서 도시 및 교외 버스 서비스를, 1987년부터 부서 간 서비스를 운영해 왔다)는 도시 서비스를 위해 안카이 유닛 2대를 구매했으며, 이 유닛들은 몬테비데오 항구에 도착하여 Nossar 가족(창립 이래 Nossar의 소유주)의 구성원들이 약 200km를 운전하여 두라스노로 이동했다.

## 같이 보기
- 배터리식 전기버스
- 배터리식 전기자동차
- 전기차량
- 플러그인 하이브리드
- 트롤리버스
- 차량 자동화

## 더 읽어보기
- Pamuła, Teresa; Krawiec, Stanisław (2021). 〈Electric Buses: A Review of Selected Concepts Solutions and Challenges〉. 《Electric Mobility in Public Transport—Driving Towards Cleaner Air》 (영어). Cham: Springer. 71–82쪽. doi:10.1007/978-3-030-67431-1_5. ISBN 978-3-030-67431-1.